# Цервіцит
Цервіцит — запалення шийки матки. Має багато різновидів подібно до уретриту у чоловіків, велика частина випадків спричинена інфекціями, які передаються статевим шляхом. Серед неінфекційних причин цервіциту використанням внутрішньоматкових спіралей, протизаплідних діафрагм, алергічні реакції на сперміциди або латекс. Симптоми часто плутають з вагінізмом.

## Причини
Цервіцит може бути викликаний рядом інфекцій, найпоширенішою з яких є хламідіоз і гонорея, хламідія є збудником захворювання приблизно в 40 % випадків. Трихомоніаз і герпес рідше бувають причиною цервіциту. Можливість виникнення цервіциту мікоплазми і бактеріального вагінозу ще досліджується.

## Слизово-гнійний цервіцит
Слизово-гнійний цервіцит (СГЦ) характеризується гнійними або слизисто-гнійними виділеннями з шийки матки, які можна спостерігати в ендоцервікальному каналі або на цитологічному мазку. Деякі спеціалісти також діагностують СГЦ на підставі частих, легкоспричинюваних кровотеч шийки матки. Також іноді встановлюють діагноз СГЦ у зв'язку зі зростанням кількості гранулоцитів на ендоцервікальній поверхні, використовуючи діагностичний метод Фарбування за Грамом, який є корисним в діагностиці СГЦ, але не є стандартним критерієм через низьку імовірність точного визначення, а також є неможливим у деяких випадках. СГЦ часто буває безсимптомним, але у деяких жінок супроводжується незвичайними вагінальними виділеннями і вагінальними кровотечами (наприклад, після сексуальних контактів). СГЦ може бути спричинений хламідіозом або гонореєю, втім у більшості випадків не вдається вирізнити конкретних збудників. СГЦ може існувати попри повторювані курси лікування. Повторне інфікування хламідіозом або гонореєю не гарантує виникнення СГЦ, в той час як рецидив захворювання може бути викликаний іншими, не мікробіологічними чинниками (наприклад, у випадку ектопії).
Пацієнтки з СГЦ мають здати аналіз на хламідіоз і гонорею, використовучи найточніший з доступних тестів. В будь-якому разі, СГЦ не можна вважати ознакою інфекції такого характеру; більшість жінок, які мають хламідіоз або гонорею, не мають СГЦ.